# Ревани
Ревани (грч. Διποταμιά, до 1926. грч. Ρέβανη) је насељено место у општини Нестрам у периферији Западна Македонија, Грчка. Према попису из 2021. године било је 379 становника.
Према бугарском географу и историчару, Василу Канчову, у Ревану је 1900. године живело 360 Албанаца муслимана. Године 1924. албанско становништво је принудно исељено у Албанију а на њихово место су насељене грчке избеглице из Турске, којих је на попису из 1928. било 468.